# Mallorca Cowboys
De Mallorca Cowboys is een Duits muziekduo.

## Geschiedenis
De Mallorca Cowboys, bestaande uit Sebastian Rolko en Marc Horstmannshoff uit Mülheim an der Ruhr, ontmoetten elkaar begin 2000 en formeerden de band aanvankelijk om hun studie te bekostigen. Ze begonnen met kleine feestjes in het Ruhrgebied. De straal breidde zich snel uit, ook omdat ze in 2000 de 'Lasso-dans' van Olaf Hennings Cowboy und Indianer ontwikkelden, waardoor ze de aandacht van de pers kregen.
In april 2006 hadden de Mallorca Cowboys het idee om het kinderlied Das rote Pferd nieuw op te nemen. Het origineel was de chanson Milord, in 1959 gecomponeerd door Georges Moustaki en Marguerite Monnot en in 1960 bekend geworden door de vertolking van Édith Piaf. Samen met vrienden en familie speelden Rolko en Horstmannshoff als Mallorca Cowboys & Friends. Door de successen bij de Après-ski en de carnaval werd de in het Ballermann-circuit bekende Markus Becker opmerkzaam op de Cowboys. Hij stelde een gezamenlijke nieuwe opname van het nummer voor om dit ook op Mallorca en aan het goudstrand in Bulgarije bekend te maken. Op 27 juli 2007 werd de cd dan bij EMI Records voor de tweede keer uitgebracht. In maart 2008 traden de Mallorca Cowboys op tijdens de muziekshow The Dome. In juni 2009 werden de Mallorca Cowboys opmerkzaam op de nieuwe hit Arsch im Sand van Die Lollies. Ze namen contact op met de band en ontwikkelden de feestdans voor dit lied. In december 2014 verscheen de song Eskalation. De Mallorca-versie kwam in mei 2015 in de online-handel.

## Discografie
- 2006: Das rote Pferd (Mallorca Cowboys & Friends)
- 2007: Das rote Pferd (Markus Becker feat. Mallorca Cowboys)
- 2008: Ra ta ta (Mallorca Cowboys feat. Marco Mzee)
- 2009: Partygeile Jungs
- 2010: Ich hab´ die Schnauze voll
- 2010: Weltmeister Jungs (Interaktief WK-lied)
- 2010: Überdosis Glück
- 2011: Feiern!
- 2011: Duisburger Jungs (Fan-lied voor MSV Duisburg)
- 2011: Lasst uns Freunde sein
- 2012: Überdosis Glück (Op Kölsch) (Mallorca Cowboys feat. Generation Spass)
- 2012: Hände hoch, das Spiel geht weiter

- 2012: Hände hoch, das Spiel geht weiter (après-ski-versie)
- 2012: Weit weit weg
- 2013: Mein kleines Pony (Mallorca Cowboys feat. Ikke Hüftgold)
- 2013: Partygeile Jungs - das Album!
- 2013: Hinter den Bergen (Mallorca Cowboys & Krümel)
- 2014: Waschbärbauch
- 2014: Ich will
- 2014: Freunde fürs Leben (onder het pseudoniem Herzfrequenzen)
- 2014: Eskalation
- 2015: Eskalation - Mallorca Version
- 2017: Wir trinken gern (wir versaufen unser Taschengeld) (met Axel Fischer en Deejay Matze)